# Hofheim in Unterfranken
Hofheim in Unterfranken är en stad i Landkreis Haßberge i Regierungsbezirk Unterfranken i förbundslandet Bayern i Tyskland.
Staden ingår i kommunalförbundet Hofheim in Unterfranken tillsammans med köpingen Burgpreppach och kommunerna Aidhausen, Bundorf, Ermershausen och Riedbach.